# Bersteland
Bersteland è un comune tedesco di 877 abitanti, nel Land del Brandeburgo.

Appartiene al circondario di Dahme-Spreewald ed è parte dell'Amt Unterspreewald.

## Storia
Il comune di Bersteland venne creato il 1º febbraio 2002 dalla fusione dei comuni di Freiwalde, Niewitz e Reichwalde.

## Geografia antropica

### Suddivisioni amministrative
Il territorio comunale comprende 3 centri abitati (Ortsteil):
- Freiwalde
- Niewitz
- Reichwalde